# عبد الستار القرغولي
عبد الستار عبد الوهاب القَرْغولي أيضاً يكتب القرة غولي (1906- 1961) شاعر وكاتب عراقي. ولد في بغداد ونشأ بها. تعلم القراءة والكتابة ثم التحق بالمدرسة البارودية ومدرسة الاتحاد والترقي، ومدرسة التفيض، ثم تخرج في دار المعلين الابتدائية سنة 1924. عمل في التعليم في قضاء القرنة، الحلة والإشراف التربوي ثم تولى مديرية معارف بغداد المركزي. كان في طليعة العاملين في الحقل القومي، ومن المؤسسين لنادي المثني الذي كان مركز النشاط القومي في العراق في أواسط الثلاثينيات. شارك في ثورة رشيد عالي الكيلاني سنة 1941، واعتقل وسجن بعد فشلها وفصل من وظيفته. أعيد إلى التفتيش التربوي بعد الإفراج عنه سنة 1947. له كتب عديدة مطبوعة في الأدب والتاريخ. توفي في بغداد.

## سيرته
ولد عبد الستار بن عبد الوهاب بن عبد القادر القرة غولي/القرغولي سنة 1324 هـ/ 1906 م في بغداد. تعلم القراءة والكتابة وتلاوة القرآن في كتّاب لاله مرزا الأفغاني ببغداد، ثم التحق بالمدرسة البارودية الابتدائية للبنين، فمدرسة الاتحاد والترقي، فمدرسة التفيض، ثم انتسب إلى دار المعلمين الابتدائية وتخرج فيها.
عمل معلمًا في بلدة القرنة، ثم في مدينة الحلة. التحق بالنضال القومي العربي 1930 من خلال جمعية أرسلته إلى سورية للمشاركة في عصبة العمل القومي، وتنقل بين إدارة المدارس والتفتيش عليها بجهات عدة من العراق، وانتهى مديرًا للمعارف عند إعلان الجمهورية 1958، ثم مفتشًا للمدارس الابتدائية بعدها. اعتقل سياسيًا في مارس 1941 وسجن في سجن العمارة، ثم أطلق سراحه بعد فصله من وظيفته، وأعيد للعمل في سنة 1947. كان عضوًا في الجمعية المؤسسة لنادي المثنى بن حارثة الشيباني 1935.
توفي في بغداد سنة 1381 هـ/ 1961 م.

## شعره
ذكره عبد العزيز البابطين في معجمه وقال «شعره يتنوع موضوعيًا بين المدح والرثاء، وقليل منه في الوطنيات والفخر بالعروبة والدعوة إلى القومية العربية، يغلب عليه النصح والإرشاد والترغيب في القيم والمثل العليا، تغلب على أسلوبه الخطابية، وصياغة الشعارات.»

## مؤلفاته
- مسرحيّات الأحداث، ديوان شعر
- الألعاب الشعبيّة لفتيان العراق
- روايات من تاريخ العرب
- المثنّى بن حارثة الشيباني
- أبو عبد الله الصغير، مسرحية شعرية
- تحقيق بالاشتراك مع إبراهيم أدهم الزهاوي الجندية في الدولة العباسية من تأليف نعمان بن ثابت عبد اللطيف
- تحقيق النفحات المسكية في صناعة الفروسيةمن تأليف تصنيف أحمد بن محمد الحموي